# Copa ucraïnesa de futbol
La Copa Ucraïnesa de futbol és la segona competició futbolística d'Ucraïna. Es disputa anualment. Es disputa des de l'any 1992, després de la desaparició de la copa soviètica de futbol.

## Historial

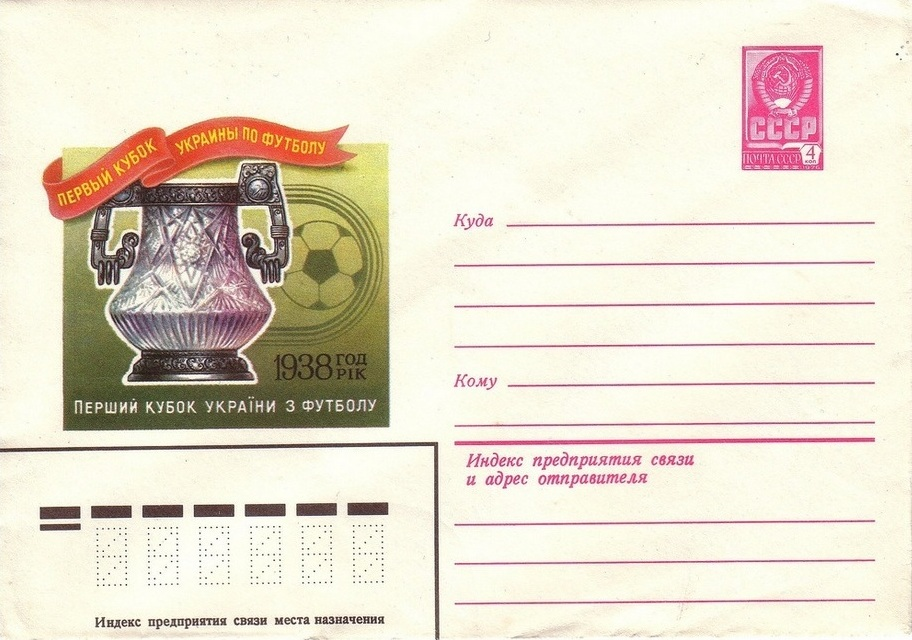
Primera Copa de la RSS d'Ucraïna a la portada d'un sobre de la Unió Soviètica.

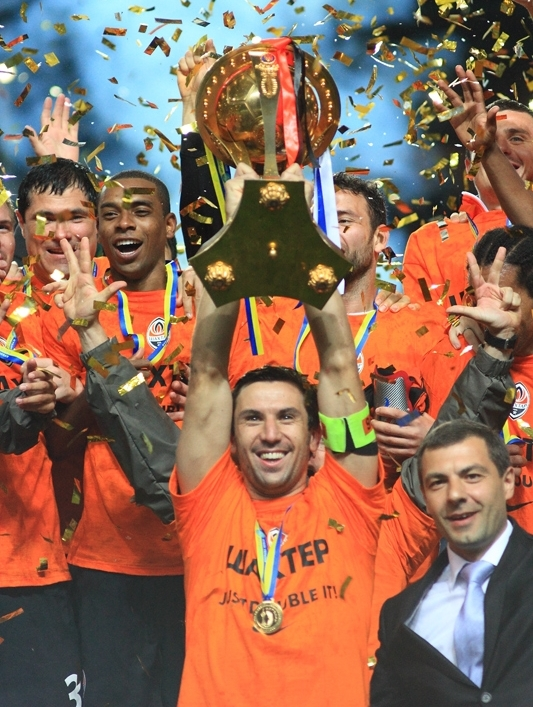
Darijo Srna amb la copa de 2011.

Font:
Copa de la RSS d'Ucraïna
- 1936: Dinamo Kíiv
- 1937: Dinamo Kíiv
- 1938: Dinamo Kíiv
- 1939: Avangard Kramatorsk
- 1940: Dynamo Dnipropetrovsk
- 1941-1943: no es disputà
- 1944: Dinamo Kíiv
- 1945: Lokomotyv Khàrkiv
- 1946: Dinamo Kíiv
- 1947: Dinamo Kíiv
- 1948: Dinamo Kíiv
- 1949: VPS Khàrkiv
- 1950: Spartak Újhorod
- 1951: Metalurh Zaporizhzhya
- 1952: Metalurh Zaporizhzhya
- 1953: Torpedo Kirovohrad
- 1954: Zenit Kíiv
- 1955: Mashinobudivnik Kíiv
- 1956: Kolhospnyk Poltava
- 1957: SKVO Odessa
- 1958: Torpedo Khàrkiv
- 1959: Shakhtar Korostyshiv
- 1960: Start Chuhuiv
- 1961: Start Chuhuiv
- 1962: Avangard Dnipropetrovsk
- 1963: Meteor Dnipropetrovsk
- 1964: Bilshovyk Kíiv
- 1965: Tytan Zaporizhzhya
- 1966: LVVPU Lviv
- 1967: Bilshovyk Kíiv
- 1968: LVVPU Lviv
- 1969: Shakhtar Makiivka
- 1970: Avanhard Simferòpol
- 1971: Tsvetmet Artemivsk
- 1972: Avtomobilist Zhytomyr
- 1973: Zirka Kirovohrad
- 1974: Tavriya Simferòpol
- 1975: Zirka Kirovohrad
- 1976: SKA Kíiv
- 1977: Tytan Armyansk
- 1978: Bilshovyk Kíiv
- 1979: Enerhiya Nova Kakhovka
- 1980: Nyva Pidhaitsi
- 1981: Slush Berezne
- 1982: Enerhiya Nova Kakhovka
- 1983: Skhid Kíiv
- 1984: Torpedo Zaporizhzhya
- 1985: Avtomobilist Lviv
- 1986: Mashinobudivnik Borodianka
- 1987: Pivdenstal Yenakieve
- 1988: Avanhard Lozova
- 1989: Progres Berdychiv
- 1990: Polissya Zhytomyr
- 1991: Temp Shepetivka

Des de la independència
| Temporada | Campió                      | Resultat                    | Finalista                   |
| --------- | --------------------------- | --------------------------- | --------------------------- |
| 1992      | Chernomorets Odessa (1)     | 1-0                         | Metalist Kharkov            |
| 1992-93   | Dinamo de Kíiv (1)          | 2-1                         | Karpaty Lviv                |
| 1993-94   | Chernomorets Odessa (2)     | 0-0 (prò.) (5-3 p)          | Tavria Simferopol           |
| 1994-95   | Xakhtar Donetsk (1)         | 1-1 (prò.) (7-6 p)          | Dniprò Dnipropetrovsk       |
| 1995-96   | Dinamo de Kíiv (2)          | 2-0                         | Nyva Vinnytsya              |
| 1996-97   | Xakhtar Donetsk (2)         | 1-0                         | Dniprò Dnipropetrovsk       |
| 1997-98   | Dinamo de Kíiv (3)          | 2-1                         | CSKA Kíiv                   |
| 1998-99   | Dinamo de Kíiv (4)          | 3-0                         | Karpaty Lviv                |
| 1999-00   | Dinamo de Kíiv (5)          | 1-0                         | Kryvbass Krivyï-Rog         |
| 2000-01   | Xakhtar Donetsk (3)         | 2-1 (prò.)                  | CSKA Kíiv                   |
| 2001-02   | Xakhtar Donetsk (4)         | 3-2 (prò.)                  | Dinamo Kíiv                 |
| 2002-03   | Dinamo de Kíiv (6)          | 2-1                         | Xakhtar Donetsk             |
| 2003-04   | Xakhtar Donetsk (5)         | 2-0                         | Dniprò Dnipropetrovsk       |
| 2004-05   | Dinamo de Kíiv (7)          | 1-0                         | Xakhtar Donetsk             |
| 2005-06   | Dinamo de Kíiv (8)          | 1-0                         | Metalurh Zaporizhzhya       |
| 2006-07   | Dinamo de Kíiv (9)          | 2-1                         | Xakhtar Donetsk             |
| 2007-08   | Xakhtar Donetsk (6)         | 2-0                         | Dinamo Kíiv                 |
| 2008-09   | Vorskla Poltava (1)         | 1-0                         | Xakhtar Donetsk             |
| 2009-10   | Tavriya Simferopol (1)      | 3-2 (prò.)                  | Metalurh Donetsk            |
| 2010-11   | Xakhtar Donetsk (7)         | 2-0                         | Dinamo Kíiv                 |
| 2011-12   | Xakhtar Donetsk (8)         | 2-1 (prò.)                  | Metalurh Donetsk            |
| 2012-13   | Xakhtar Donetsk (9)         | 3-0                         | Chernomorets Odessa         |
| 2013-14   | Dinamo de Kíiv (10)         | 2-1                         | Xakhtar Donetsk             |
| 2014-15   | Dinamo de Kíiv (11)         | 0-0 (prò.) (5-4 p)          | Xakhtar Donetsk             |
| 2015-16   | Xakhtar Donetsk (10)        | 2-0                         | Zorya Luhansk               |
| 2016-17   | Xakhtar Donetsk (11)        | 1-0                         | Dinamo Kíiv                 |
| 2017-18   | Xakhtar Donetsk (12)        | 2-0                         | Dinamo Kíiv                 |
| 2018-19   | Xakhtar Donetsk (13)        | 4-0                         | Inhulets Petrove            |
| 2019-20   | Dinamo de Kíiv (12)         | 1-1 (prò.) (8–7 p)          | Vorskla Poltava             |
| 2020-21   | Dinamo de Kíiv (13)         | 1-0 (prò.)                  | Zorya Luhansk               |
| 2021-22   | cancel·lada per la guerra   | cancel·lada per la guerra   | cancel·lada per la guerra   |
| 2022-23   | no es disputà per la guerra | no es disputà per la guerra | no es disputà per la guerra |
| 2023-24   | Xakhtar Donetsk (14)        | 2-1                         | Vorskla Poltava             |

## Palmarès
| Club                | Títols | Anys                                                                               |
| ------------------- | ------ | ---------------------------------------------------------------------------------- |
| Xakhtar Donetsk     | 14     | 1995, 1997, 2001, 2002, 2004, 2008, 2011, 2012, 2013, 2016, 2017, 2018, 2019, 2024 |
| Dinamo de Kíiv      | 13     | 1993, 1996, 1998, 1999, 2000, 2003, 2005, 2006, 2007, 2014, 2015, 2020, 2021       |
| Chornomorets Odessa | 2      | 1992, 1994                                                                         |
| Vorskla Poltava     | 1      | 2009                                                                               |
| Tavriya Simferopol  | 1      | 2010                                                                               |